# Солтаніє

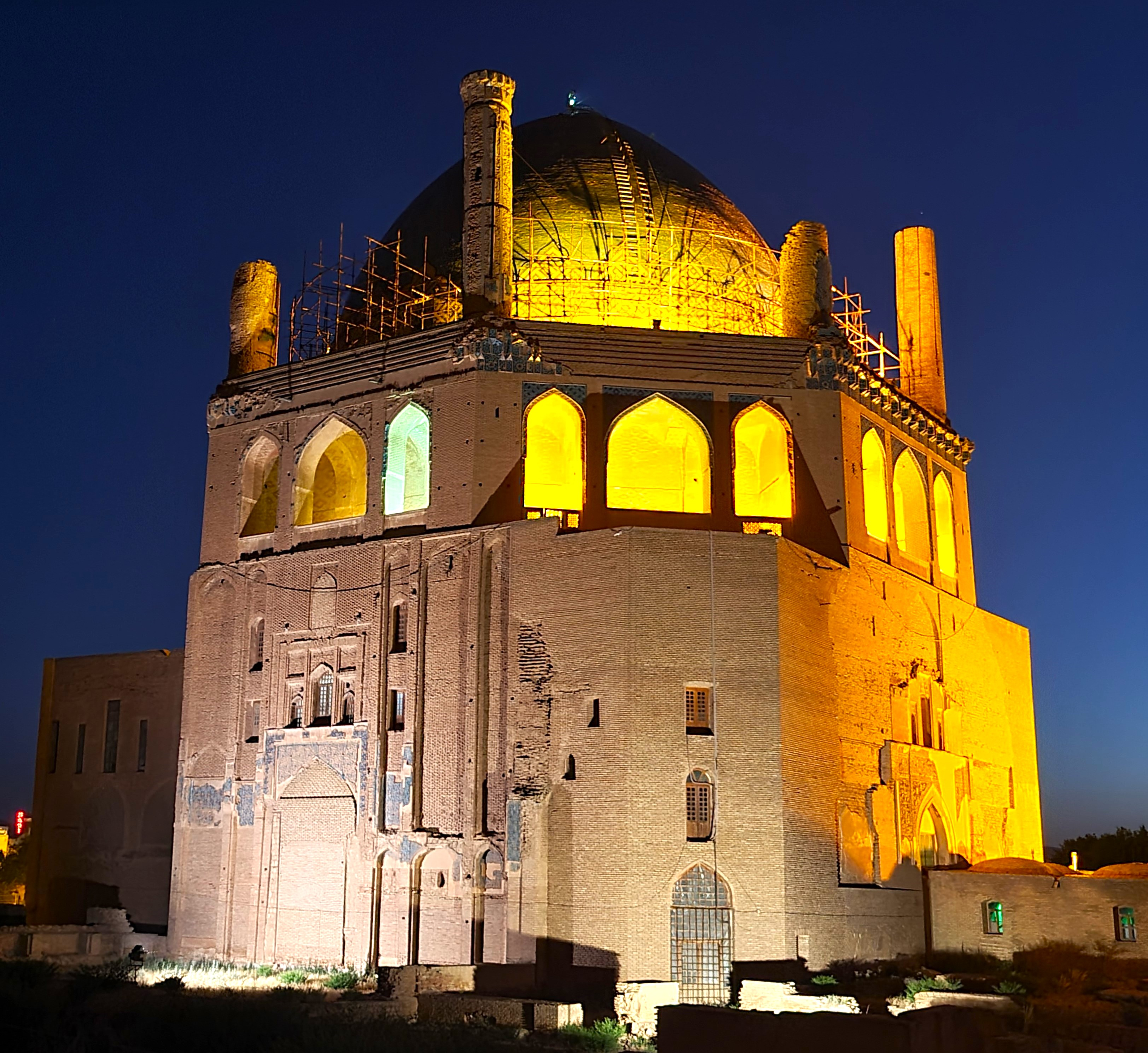
Мечеть і мавзолей Ісмаіла Кодабенде

Солтаніє (Сольтаніє) (перс. سلطانيه‎) — маленьке місто на північному Заході Ірану, в провінції Зенджан, розташований між центром провінції та Абхаром, між Казвін і Занджан. Розташоване в гірській місцевості, 1776 метрів над рівнем моря. На 2006 рік населення становило 5 864 мешканці.

## Історія
Місто було закладене при ільхані Аргуні Хулагуіде (1284—1291), який витратив на нього великі гроші. Будівництво було відновлено у 1305 р. ільханом Олджейту (1304—1316). Солтаніє став столицею Хулагуїдів замість Тебріза.
Придворні ільхана намагалися перевищити один одного в прикрашенні столиці. Так, візир Рашид ад-Дін побудував на свої гроші квартал, у якому було 1000 будинків. Будівництво міста було завершено у 1313 р., довжина, оточуючої стіни мала бути 30 тисяч кроків, але при житті Олджейту будівництво було не завершено. Головними економічними факторами розквіту Солтаніє було вигідне розташування на караванних маршрутах та близькість Населення міста, що виживало за рахунок виконання замовлень ханського двору і торгівлі, були вихідцями з багатьох областей, тому розмовляли багатьма мовами і були прихильниками різних релігій.
Солтаніє було вузловим пунктом на індо-іранському торговельному маршруті, що вів від Гуджарата через Оманська затока до Ормузу, а потім через Керман, Єзд, Кашан і Саве до Зенджану. Від Ормуза до Солтаніє було 60 днів шляху.
На північний-захід від Зенджану дорога вела до Тебрізу, а звідти — в Мала Азія. Європейські купці охоче користувались цим маршрутом, поскільки ільхани брали з іноземців невеликі мита і дозволяли перевозити будь-які товари в будь-якому напрямку.
1318 року стало центром розташування католицького архієпископства в Державі Хулагуїдів. Першим архієпископом став Франческо де Перуджа, домініканський чернець.
У 1384 році Солтаніє, ставши до цього часу частиною держави Джалаїриди, було легко захоплене Тимуром і ввійшов до складу його імперії. Занепавши при Джалаіридах, місто знову розквітло при Тимурі та його нащадках. Після Тимура місто стало занепадати і до кінця XVI ст. втратило свою велич. У XVII ст. при відбудові в ньому було близько 6000 жителів; у XIX столітті — близько 300 родин. Фетх Алі-шах (1797—1834) побудував тут літній палац і цитадель, плануючи відбудувати місто під назвою Султанабад, але після російсько-перської війни 1826—1828 років цей план був скасований.

## Архітектура
Ще при житті Олджейту архітектором Алі-Шахом з Тебрізу в Солтаніє був побудований мавзолей ільхана. Будова знаходилася всередині фортеці, периметр якої становив приблизно 2000 кроків. Будова дуже постраждала під час землетрусу на початку 19 століття.
Мавзолей Олджейту — видатна пам'ятка середньо-іранської архітектури. Ще його називають Купол Солтаніє. Будівництво велось з 1302 по 1312 р. Це восьмигранна триярусна будова 52 метри висотою, з двома галереями в стінах (нижня відчинена всередину, верхня — назовні). Увінчаний високим загостреним куполом з подвійною оболонкою (діаметр 24,5 м, висота 20 м). Навколо купола збудовано 8 веж, що нагадують мінарет. Мавзолей побудований з полив'яних плиток, декорований бірюзовими кахлями, полив'яними плитками, різьбленим стуком та теракотою.
У липні 2005 року купол Солтаніє був внесений в ЮНЕСКО до списку об'єктів світового спадку. Цей купол донедавна був найвищою будовою світу.
В Сольтаніє знаходяться ще два восьмигранних мавзолеї: Челебі Оглу (збудований близько 1330 р.) і Мавлана Хасана Каші (1565, перебудований у першій половині XIX ст.)